# The Mermaid
The Mermaid er en amerikansk stumfilm fra 1910.

## Medvirkende
- Violet Heming som Ethel Gary
- Frank H. Crane som John Gary
- Marie Eline